# Сейсмотектоніка
Сейсмотекто́ніка (рос. сейсмотектоника, англ. seismotectonics; нім. Seismotektonik) — розділ геології, який вивчає тектонічні умови виникнення землетрусів та їх геологічні наслідки. 
Головні об'єкти дослідження сейсмотектоніки: епігеосинклінальні орогени областей альпійської і тихоокеанської складчатостей, що виникли на тлі мезозойських і кайнозойських геосинкліналей; сучасні геосинкліналі (в фазі початкового орогенічного процесу); епіплатформні орогени (області антропогенової активізації тектонічних рухів в межах раніше консолідованих структур); сучасні материкові і океанічні рифти; зони Беньоффа; ділянки інтенсивного вияву новітніх тектонічних рухів. Систематичні дослідження в галузі сейсмотектоніки почали проводитися в 1960—1970-ті рр.
Дані сейсмотектоніки використовують для характеристики стабільності геотектонічного режиму, визначення зон характерних тектонічних рухів, встановлення їх основних напрямків, глибини на якій знаходяться розриви. Результати сейсмотектонічних досліджень оформлюють у вигляді сейсмотектонічних карт, на які наносять дані про форми залягання гірських порід, тектонічні структури, зони землетрусів. Це дозволяє встановити зв'язок землетрусів з особливостями тектонічної будови земної кори в районі досліджень, виконувати прогноз землетрусів, їх частоти і сили в даній місцевості, виконувати сейсмічне районування. 